# 카르네아데스의 널빤지
카르네아데스의 널판지(카르네아데스의 판자)는 고대 그리스의 철학자 카르네아데스가 제시한 문제이다. 형법에서 긴급피난의 본질을 논할 때 자주 인용된다.
기원전 2세기 그리스에서 배가 난파되어 승무원 전원이 바다에 빠졌다. 혼자만이 매달릴 수 있는 널빤지 한 조각을 붙잡고 간신히 살아난 사람이 있었는데, 거기에 다른 한 사람이 나타나 그 판자에 매달리려고 했다. 매달려 있던 사람은 두 사람이 매달릴 경우 널빤지가 가라앉아 둘 다 죽게 된다고 판단하고 그 사람을 밀어내 빠져 죽게 만들었다. 이후 그는 구조되어 재판을 받게 되었는데, 무죄를 선고받았다.

## 대중문화에 나오는 카르네아데스의 널빤지
- 추리소설과 법정물에서 자주 인용된다. 대표작으로 마츠모토 세이초의 '카르네아데스의 널빤지'.
- 소년탐정 김전일 중 '비련호전설 살인사건(일본어: 悲恋湖伝説殺人事件)'은 이를 테마로 하고 있다.
- 톱을 노려라!의 '카르네아데스 계획'.

## 같이 보기
- 결과주의
- 의무론
- 광차 문제